# Chantemerle-sur-la-Soie
Chantemerle-sur-la-Soie is een gemeente in het Franse departement Charente-Maritime (regio Nouvelle-Aquitaine) en telt 106 inwoners (2004). De plaats maakt deel uit van het arrondissement Saint-Jean-d'Angély.

## Geografie
De oppervlakte van Chantemerle-sur-la-Soie bedraagt 5,9 km², de bevolkingsdichtheid is 18,0 inwoners per km².
De onderstaande kaart toont de ligging van Chantemerle-sur-la-Soie met de belangrijkste infrastructuur en aangrenzende gemeenten.

## Demografie
Onderstaande figuur toont het verloop van het inwonertal (bron: INSEE-tellingen).